# Rick Owens

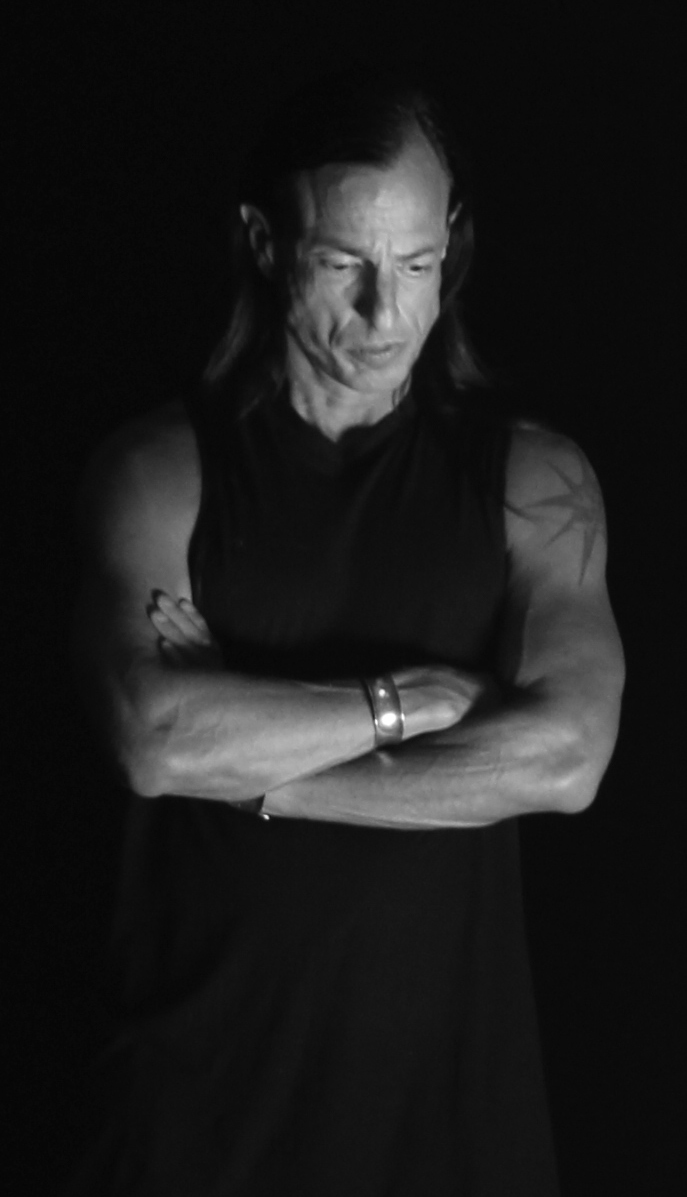
Rick Owens

Richard „Rick“ Saturnino Owens (* 1961 in Porterville, Kalifornien) ist ein US-amerikanischer Modedesigner und Gründer der Modemarke Rick Owens.

## Leben
Owens wuchs in seiner Geburtsstadt Porterville auf und studierte nach der High School in den 1980er Jahren in Los Angeles zunächst Kunst am Otis College of Art and Design (damals genannt Otis Art Institute of Parsons School of Design, A Division of the New School for Social Research und mit der Parsons The New School for Design in New York assoziiert), das er nach zwei Jahren ohne Abschluss verließ, und schließlich am L.A. Trade-Tech College, wo er unter anderem den Umgang mit Schnittmustern erlernte. Danach arbeitete Owens einige Jahre für Modeunternehmen in Los Angeles, die teure Markenkleidung kopierten. 1990 traf er in deren Café seine spätere Ehefrau, die französische Künstlerin Michèle Lamy, die ihn als Modedesigner für ihre eigene Modemarke anheuerte.
1994 lancierte Owens zusammen mit Lamy sein eigenes Modelabel Rick Owens mit einer Damenmodekollektion, die er in den Folgejahren exklusiv an den Einzelhändler Charles Gallay aus Los Angeles und anschließend an Maxfield L.A. verkaufte. 2001 ging er mit der italienischen Modeagentur von Luca Ruggeri und Elsa Lanzo, EBA (Eo Bocci Associati), einen Vertrag über Produktion und Distribution der Kollektionen ein. Hergestellt wird die Kleidung von dem Textilunternehmen Olmar and Mirto aus Concordia sulla Secchia. Ruggeri und Lanzo halten 20 % der Anteile an Owens' Firma Owencorp., während Owens selbst die restlichen 80 % behielt. Noch 2002 lancierte Owens eine Herrenkollektion. 2002 verlieh ihm der Council of Fashion Designers of America, obwohl Owens damals schon 40 Jahre alt war, den Preis als bester Nachwuchs-Designer.
Im September 2002 zeigte Owens mit Unterstützung von Anna Wintour seine erste Laufstegkollektion auf der New York Fashion Week. Danach erhielt er eine Anstellung bei dem französischen Modeunternehmen Revillon Frères, für das er 2003 erstmals einen Kollektion präsentierte, weswegen er auch mit seiner eigenen Modemarke nach Paris übersiedelte. Seither zeigt er seine hochpreisigen Kollektionen bei der Paris Fashion Week. 2005 kam die Damen-Zweitlinie Lilies zum Owens-Portfolio hinzu. Die Arbeit für Revillon beendete Owens 2007. Im gleichen Jahr wurde die Damen-Luxuslinie Hun Rick Owens eingeführt (von 2007 bis 2011 genannt Rick Owens Palais Royale). 2008 führte Owens die Denim-Zweitlinie DRKSHDW (für Dark Shadow) by Rick Owens ein. Auch eine Möbel-Linie gehört zum Owens-Sortiment, sowie die Linie Maison/Objects mit Vasen, Schalen, Besteck, u. a.
Stilmittel in Owens’ avantgardistischer Mode sind unter anderem androgyne Unisex-Entwürfe, um den Körper drapierte, unifarbene Stoffe, verlängerte Oberteile, Tanktops, Tunikas, der demonstrative Einsatz von Leder und Reißverschlüssen, Bomber- und Lederjacken. Seine handwerklich hochwertigen Entwürfe wurde mit der Kleidung von post-apokalyptischen Gesellschaften, wie beispielsweise in den Mad-Max-Filmen dargestellt, verglichen. Owens verarbeitet in seinen Kollektionen Elemente von Grunge, Rock, Punk und vor allem Goth, was ihm den Beinamen „Prince of Darkness“ einbrachte. Er bevorzugt neutrale Farben wie beige, grau, weiß und schwarz.
2013 begann Owens eine vierjährige Zusammenarbeit mit Adidas über hochpreisige Sneakers. Für Eastpak gestaltete er Rucksäcke und Taschen. In Zusammenarbeit mit Birkenstock entwarf Owens drei Kollektionen von Schuhen im für ihn typischen Stil. Weitere Kooperationen erfolgten bspw. mit Converse, Dr. Martens, Stüssy, Moncler, der US-amerikanischen Sportmodemarke Champion und der französischen Sneakermarke Veja.
Rick Owens Ladengeschäfte, die allesamt mit unverputzten Betonwänden gestaltet sind, befinden sich in Paris, Mailand, New York, Miami, Los Angeles, Seoul, Tokio, Beijing, Xi’an, Chengdu, Shanghai und Dubai.

## Kollektionen
- SS98 Monsters
- FW02 Sparrow
- SS03 Sukerball
- FW03 Trucker
- SS04 Citroen
- FW04 Queen
- SS05 Scorpio
- FW05 Moog
- SS06 Tungsten
- FW06 Dustulator
- SS07 Wishbone
- FW07 Exploder
- SS08 Creatch
- FW08 Stag
- SS09 Strutter
- FW09 Crust
- SS10 Release
- FW10 Gleam
- SS11 Anthem
- FW11 Limo
- SS12 Naska
- FW12 Mountain
- SS13 Island
- FW13 Plinth
- SS14 Vicious
- FW14 Moody
- SS15 Faun
- FW15 Sphinx
- SS16 Cyclops
- FW16 Mastodon
- SS17 Walrus
- FW17 Glitter
- SS18 Dirt
- FW18 Sisyphus
- SS19 Babel
- FW19 Larry
- SS20 Tecuatl
- FW20 Performa
- SS21 Phlegethon
- FW21 Gethsemane
- SS22 Fogachine
- FW22 Strobe
- SS23 Edfu
- FW23 Luxor
- SS24 Lido
- FW24 Porterville
- SS25 Hollywood
- FW25 Concordians

## Preise und Auszeichnungen (Auswahl)
- 2002: Perry Ellis Award des Council of Fashion Designers of America
- 2007: Cooper-Hewitt National Design Award,  Fashion Group
- 2007: International Rule Breaker Award
- 2017: CFDA Lifetime Achievement Award
- 2019: CFDA Award for American Menswear Designer of the Year